# Conflans-sur-Anille
Pour les articles homonymes, voir Conflans.
Conflans-sur-Anille [kɔ̃flɑ̃ syʁ anij] est une commune française, située dans le département de la Sarthe en région Pays de la Loire.
En 2022, la commune compte 460 habitants, appelés Conflanais.
La commune fait partie de la province historique du Maine, et se situe dans le Haut-Maine.

## Géographie
La commune se trouve dans la région naturelle du Perche.

### Communes limitrophes
| Semur-en-Vallon | Berfay              | Rahay |
| Montaillé       | Conflans-sur-Anille |       |
|                 | Saint-Calais        |       |

### Climat
Pour des articles plus généraux, voir Climat des Pays de la Loire et Climat de la Sarthe.
En 2010, le climat de la commune est de type climat océanique dégradé des plaines du Centre et du Nord, selon une étude du CNRS s'appuyant sur une série de données couvrant la période 1971-2000. En 2020, Météo-France publie une typologie des climats de la France métropolitaine dans laquelle la commune est exposée à un climat océanique altéré et est dans la région climatique  Moyenne vallée de la Loire, caractérisée par une bonne insolation (1 850 h/an) et un été peu pluvieux. 
Pour la période 1971-2000, la température annuelle moyenne est de 10,8 °C, avec une amplitude thermique annuelle de 14,8 °C. Le cumul annuel moyen de précipitations est de 722 mm, avec 11,2 jours de précipitations en janvier et 7,2 jours en juillet. Pour la période 1991-2020, la température moyenne annuelle observée sur la station météorologique de Météo-France la plus proche, sur la commune de Choue à 15 km à vol d'oiseau, est de 11,9 °C et le cumul annuel moyen de précipitations est de 645,6 mm,. Pour l'avenir, les paramètres climatiques de la commune estimés pour 2050 selon différents scénarios d'émission de gaz à effet de serre sont consultables sur un site dédié publié par Météo-France en novembre 2022.

## Urbanisme

### Typologie
Au 1er janvier 2024, Conflans-sur-Anille est catégorisée commune rurale à habitat dispersé, selon la nouvelle grille communale de densité à sept niveaux définie par l'Insee en 2022.
Elle appartient à l'unité urbaine de Saint-Calais, une agglomération intra-départementale regroupant deux  communes, dont elle est une commune de la banlieue,,. Par ailleurs la commune fait partie de l'aire d'attraction de Saint-Calais, dont elle est une commune de la couronne,. Cette aire, qui regroupe 10 communes, est catégorisée dans les aires de moins de 50 000 habitants,.

### Occupation des sols
L'occupation des sols de la commune, telle qu'elle ressort de la base de données européenne d’occupation biophysique des sols Corine Land Cover (CLC), est marquée par l'importance des territoires agricoles (70,7 % en 2018), en diminution par rapport à 1990 (72,2 %). La répartition détaillée en 2018 est la suivante : 
terres arables (58,9 %), forêts (26,6 %), prairies (9,8 %), zones agricoles hétérogènes (2 %), zones urbanisées (1,8 %), milieux à végétation arbustive et/ou herbacée (0,9 %). L'évolution de l’occupation des sols de la commune et de ses infrastructures peut être observée sur les différentes représentations cartographiques du territoire : la carte de Cassini (XVIIIe siècle), la carte d'état-major (1820-1866) et les cartes ou photos aériennes de l'IGN pour la période actuelle (1950 à aujourd'hui).

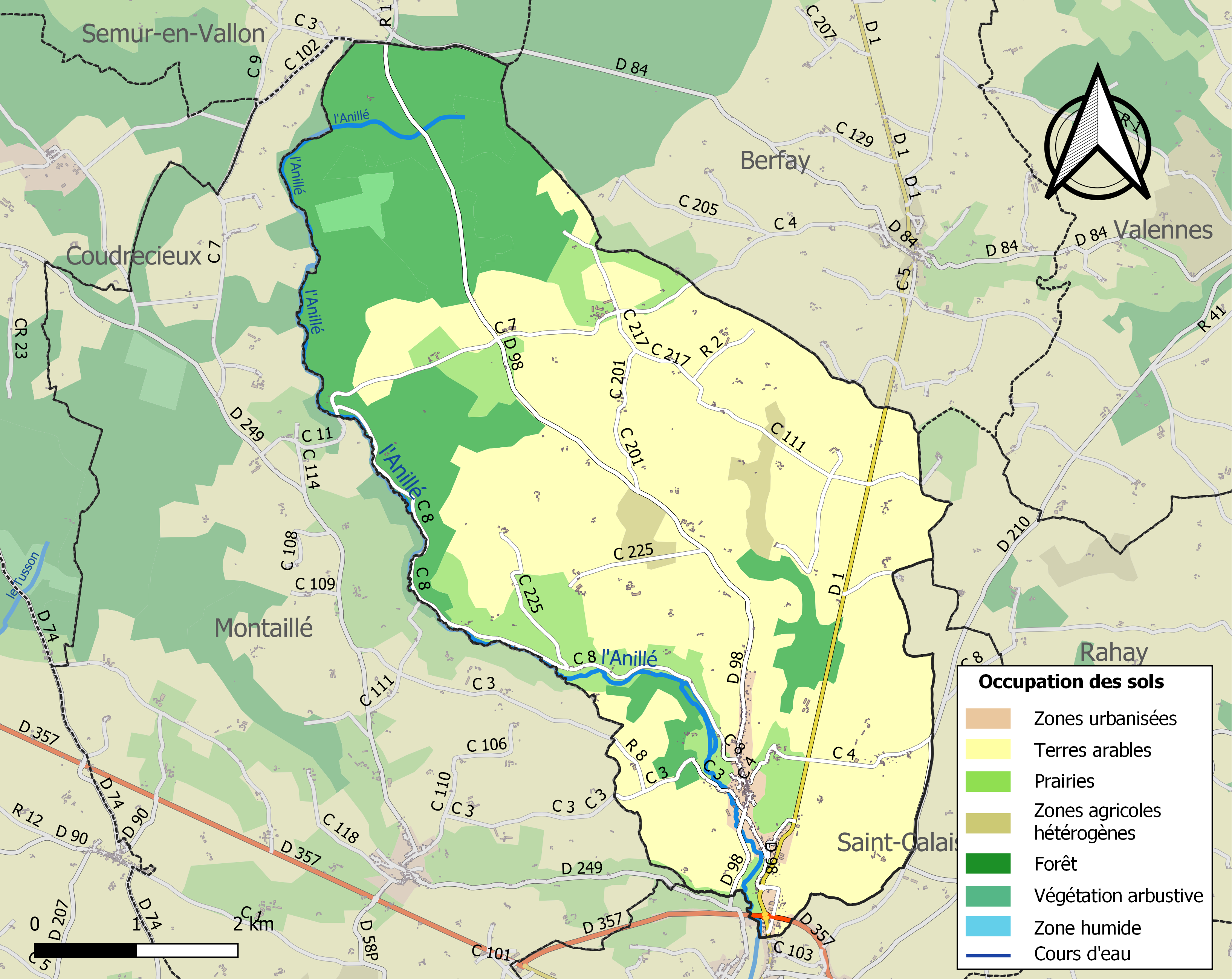
Carte des infrastructures et de l'occupation des sols de la commune en 2018 (CLC).

## Toponymie
Le terme Conflans vient du latin, confluens, confluentis (littéralement : réunion de deux cours d'eau) : le confluent ; il fait allusion à la position géographique de la commune située au confluent de deux rivières.

## Économie

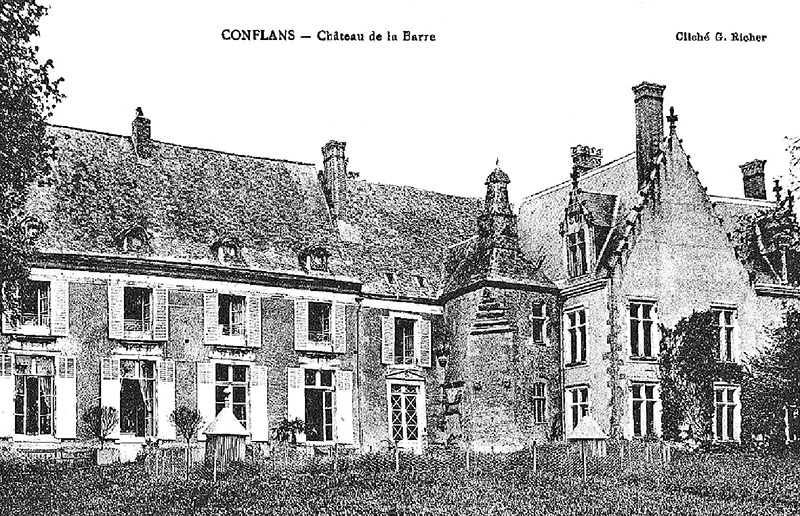
Le château de la Barre, vers 1900

## Politique et administration
| Période                                  | Période    | Identité          | Étiquette | Qualité            |
| ---------------------------------------- | ---------- | ----------------- | --------- | ------------------ |
|                                          | 1852       | François Poitevin |           |                    |
| 1852                                     | 1861       | Joseph Landier    |           |                    |
| 1861                                     | 1865       | Louis Deschamps   |           |                    |
| 1865                                     | 1871       | Emmanuel Pilet    |           |                    |
| 1871                                     | 1878       | Alphonse Poitevin |           | Ingénieur          |
| 1878                                     | 1881       | Emmanuel Pilet    |           |                    |
| 1881                                     | Après 1898 | Paul Chéron       |           |                    |
| Avant 1918                               |            | Jules Chéron      |           |                    |
| Avant 1920                               |            | Alexandre Brebion |           |                    |
| Avant 1926                               | Après 1937 | Louis Chéron      |           |                    |
| 1942                                     | 1947       | Gaston Chevallier |           |                    |
| 1947                                     | 1959       | Georges Gonet     |           |                    |
| 1959                                     | 1983       | René Gaschet      |           |                    |
| 1983                                     | 1995       | Guy Bleu          |           |                    |
| 1995                                     | mars 2008  | Jean-Marie Lechat |           |                    |
| mars 2008                                | mai 2020   | Jean-Marc Lambert | SE        | Chef de secteur    |
| mai 2020                                 | En cours   | Renaud Gauthier   | SE        | Conducteur routier |
| Les données manquantes sont à compléter. |            |                   |           |                    |

## Démographie
L'évolution du nombre d'habitants est connue à travers les recensements de la population effectués dans la commune depuis 1793. Pour les communes de moins de 10 000 habitants, une enquête de recensement portant sur toute la population est réalisée tous les cinq ans, les populations de référence des années intermédiaires étant quant à elles estimées par interpolation ou extrapolation. Pour la commune, le premier recensement exhaustif entrant dans le cadre du nouveau dispositif a été réalisé en 2004.
En 2022, la commune comptait 460 habitants, en évolution de −13,04 % par rapport à 2016 (Sarthe : −0,25 %, France hors Mayotte : +2,11 %).
| 1793  | 1800  | 1806  | 1821  | 1831  | 1836  | 1841  | 1846  | 1851  |
| ----- | ----- | ----- | ----- | ----- | ----- | ----- | ----- | ----- |
| 1 030 | 1 142 | 1 151 | 1 158 | 1 156 | 1 121 | 1 091 | 1 067 | 1 012 |

| 1856 | 1861 | 1866 | 1872 | 1876 | 1881 | 1886 | 1891 | 1896 |
| ---- | ---- | ---- | ---- | ---- | ---- | ---- | ---- | ---- |
| 959  | 936  | 900  | 788  | 777  | 780  | 731  | 740  | 762  |

| 1901 | 1906 | 1911 | 1921 | 1926 | 1931 | 1936 | 1946 | 1954 |
| ---- | ---- | ---- | ---- | ---- | ---- | ---- | ---- | ---- |
| 763  | 779  | 802  | 666  | 679  | 622  | 637  | 644  | 616  |

| 1962 | 1968 | 1975 | 1982 | 1990 | 1999 | 2004 | 2006 | 2009 |
| ---- | ---- | ---- | ---- | ---- | ---- | ---- | ---- | ---- |
| 578  | 513  | 514  | 613  | 621  | 606  | 607  | 598  | 571  |

| 2014 | 2019 | 2022 | - | - | - | - | - | - |
| ---- | ---- | ---- | - | - | - | - | - | - |
| 538  | 477  | 460  | - | - | - | - | - | - |

## Lieux et monuments
- L'église Saint-Maurice.
- Le château de la Barre (XVe siècle), propriété de la famille de Vanssay.
- Un grand nombre de cormiers (Sorbus domestica), arbre fruitier sauvage rare[20].

## Activité et manifestations
- Le premier ou second dimanche d'avril, les Randonnées printanières de Conflans, parcours pédestres et VTT. Coorganisées par le  comité des fêtes et l'école du village, 959 participants en 2011 lors de la 15e édition.
- Le troisième ou quatrième week-end de juillet, fête annuelle, coorganisée par le comité des fêtes et Brûles bitume. Concerts le samedi et vide-greniers le dimanche, défilé, fanfares, artisanat, kermesse, exposition, pain au fournil communal, bal, feu d'artifice…

## Personnalités liées
- Charles-Achille de Vanssay (1779 -1875), préfet français, né et mort à Conflans-sur-Anille.
- Alphonse Poitevin (1819 à Conflans-sur-Anille – 1882 à Conflans-sur-Anille), photographe.